# Linalool
Linalool är en alifatisk alkohol som förekommer i vissa eteriska oljor. Den bildar en färglös eller nästan färglös, tunnflytande olja, som är lättlöslig i alkohol och har en angenäm doft.

## Förekomst
Linalool förekommer i naturen i två former i ett stort antal växter. En vänstervriden form finns i korianderolja, medan den högervridna formen förekommer ensam eller blandad med någon vänstervridande, dels fri, dels som ester i olika eteriska oljor. Den finns i linaloeolja, i bergamott-, neroli-, petitgrain-, lavendel-, timjan- och basilikumolja.
Syntetiskt kan den endast framställas i optiskt inaktiv form. Den erhålls i denna form av geraniol, som blandad med vatten och uppvärmd i autoklav till 200°C bildar linalool.

## Användning
Linalool används i parfymerier som ersättning för linaloeolja. Dess verkan är dock starkare än dennas. 
I form av estrar av de feta syrorna bildar den rad mycket använda doftämnen, t.ex. linalylacetat, som tillverkas av linalool-natrium genom inverkan av ättiksyraanhydrid. Denna ester finns bland annat i bergamott-, lavendel-, neroli- och petitgrainolja.
Förutom användningen som doftämnen i dess olika former för tillverkning av tvål, tvättmedel, schampo, lotion etc, finner linalool också användning vid tillverkning av insektsmedel och E-vitamin.